# HMS Bahamas (K503)
La HMS Bahamas (K503) fue una fragata clase Colony de la Marina Real británica.

## Historia
Fue puesta en grada el 7 de abril de 1943, fue botada el 17 de agosto, y puesta en servicio el 6 de diciembre de ese mismo año. Siendo construida inicialmente para la Armada de los Estados Unidos, se denominó USS Hotham (PF-75). Transferida a la Marina Real británica, adoptó el nombre HMS Bahamas (K503). Tras un servicio de tres años, en 1946, fue devuelta a los Estados Unidos y retirada definitivamente.